# Portland Timbers (1985)
Portland Timbers is een voormalige Amerikaanse voetbalclub uit Portland, Oregon. De club werd in 1985 opgericht onder de naam FC Portland. In 1989 werd club hernoemd tot Portland Timbers, naar de gelijknamige club die in de North American Soccer League speelde.
De club speelde vier seizoenen in de Western Soccer Alliance en één seizoen in de American Professional Soccer League. In 1986 werd de tweede plaats behaald. Na het einde van de competitie werd de club in 1990 opgeheven.

## Bekende spelers
- Kasey Keller

## Kroniek
| Geschiedenis van de Portland Timbers |
| --- |
| - In 1985 werd Football Club Portland opgericht. - 1985: 4e plaats WACS (1e niveau). - 1986: 3e plaats WSA. - 1987: 4e plaats WSA. - 1988: 6e plaats WSA. - In 1989 hernoemd tot Portland Timbers. - 1989: 2e plaats North Division WSL. Halve finale WSL-play-offs. - 1990: 4e plaats North Division APSL. - In 1990 werd de club opgeheven. |